# Chaino
Chaino is een sociaal netwerk. Het heeft meer dan 40.000 geregistreerde gebruikers.
Chaino richt zich op twee gebieden: een gebruikersprivacy-systeem geeft gebruikers controle over hoe ze door anderen worden gezien en maakt verschillende profielfoto's mogelijk voor verschillende groepen vrienden. De tweede draait om ondersteuning van offline sociale activiteiten.
Het idee voor Chaino ontstond toen Ali, de CEO, voor Intel werkte en een onderzoeksproject leidde naar sociale vaardigheden in het Midden-Oosten en Afrika, dat wil zeggen hoe sociale activiteit kon worden ondersteund met nieuwe hardware op basis van Intel-microprocessors.

## Geschiedenis
Chaino werd in 2015 opgericht door Ali Zewail, die een IT-bedrijf leidde in Caïro, en Mohamed Nar, een softwareontwikkelaar. Met de Chaino-app kunnen gebruikers hun sociale leven online segmenteren door inhoud te posten op basis van relaties met vrienden, familie of collega's. Chaino heeft $ 1,3 miljoen opgehaald, voornamelijk van angel investeerders.
Chaino geeft eigenaren van online community's advertentie-inkomsten zodra ze 10.000 actieve gebruikers hebben bereikt.
In 2018 werd Chaino door Forbes Middle East gerangschikt als 78e in de Top 100 Startups In The Arab World 2018.